# Sciadotenia mathiasiana
Sciadotenia mathiasiana är en tvåhjärtbladig växtart som beskrevs av Krukoff och Barneby. Sciadotenia mathiasiana ingår i släktet Sciadotenia och familjen Menispermaceae. Inga underarter finns listade i Catalogue of Life.